# Форум „Един пояс, един път“ 2023
Форумът „Един пояс, един път“ се провежда в Пекин на 17 – 18 октомври 2023 година. Той е третия поред след 2017 г. и 2019 г. по китайската инициатива „Един пояс, един път“. През 2021 г. не се провежда форум заради световната пандемия от COVID-19.
Форумът е демонстрация на новото световно икономическо водачество на Китай, предвид обявената от САЩ в лицето на президента Доналд Тръмп търговска война на Китай. В края на 2023 г. съперничеството между Китай и САЩ продължава, и ЕС е в ситуация на пълна деградация относно мечтите си за геополитическа роля и независима от САЩ собствена политика.
Международният форум се превръща в световен парад на подкрепата за китайската външна и международна политика, на който е представен практически целият свят на едно или друго ниво, с изключение на САЩ, Канада и повечето страни от ЕС. На форума участие имат 150 държави и 30 международни организации, които участват в китайския проект „Един пояс, един път“. Само ООН има по-голям брой участници.
Президентът на Русия Владимир Путин е почетен гост на големия международен и геополитически световен форум.